# Portugal Open 2014
Portugal Open 2014 — тенісний турнір, що проходив на відкритих кортах з ґрунтовим покриттям. Це був 25-й за ліком Estoril Open серед чоловіків і 18-й - серед жінок. Належав до категорії 250 у рамках Туру ATP 2014, а також до категорії International у рамках Туру WTA 2014. І чоловічі, і жіночі змагання відбулись на Національному стадіоні в Оейраші (Португалія). Тривав з 26 квітня до 4 травня 2014 року.

## Призові очки і гроші

### Розподіл очок
| Дисципліна                 | П   | Ф   | ПФ  | ЧФ | 1/8 | 1/16 | Q   | Q3  | Q2  | Q1  |
| Одиночний розряд, чоловіки | 250 | 150 | 90  | 45 | 20  | 0    | 12  | 6   | 0   | 0   |
| Парний розряд, чоловіки    | 250 | 150 | 90  | 45 | 0   | Н/Д  | Н/Д | Н/Д | Н/Д | Н/Д |
| Одиночний розряд, жінки    | 280 | 180 | 110 | 60 | 30  | 1    | 18  | 14  | 10  | 1   |
| Парний розряд, жінки       | 280 | 180 | 110 | 60 | 1   | Н/Д  | Н/Д | Н/Д | Н/Д | Н/Д |

### Розподіл призових грошей
| Дисципліна                 | П       | Ф       | ПФ      | ЧФ      | 1/8    | 1/16   | Q3   | Q2   | Q1   |
| Одиночний розряд, чоловіки | €77,315 | €40,720 | €22,060 | €12,565 | €7,405 | €4,385 | €710 | €340 | Н/Д  |
| Парний розряд, чоловіки *  | €23,500 | €12,350 | €6,690  | €3,830  | €2,240 | Н/Д    | Н/Д  | Н/Д  | Н/Д  |
| Одиночний розряд, жінки    | €34,677 | €17,258 | €9,113  | €4,758  | €2,669 | €1,552 | €810 | €599 | €427 |
| Парний розряд, жінки *     | €9,919  | €5,161  | €2,770  | €1,468  | €774   | Н/Д    | Н/Д  | Н/Д  | Н/Д  |

* на пару

## Учасники основної сітки в рамках чоловічого турніру

### Сіяні учасники
| Країна     | Гравець               | Рейтинг1 | Сіяний |
| ---------- | --------------------- | -------- | ------ |
| Чехія      | Томаш Бердих          | 6        | 1      |
| Канада     | Мілош Раоніч          | 9        | 2      |
| Іспанія    | Марсель Гранольєрс    | 31       | 3      |
| Іспанія    | Гільєрмо Гарсія-Лопес | 32       | 4      |
| Росія      | Дмитро Турсунов       | 34       | 5      |
| Португалія | Жуан Соуза            | 40       | 6      |
| Росія      | Теймураз Габашвілі    | 55       | 7      |
| Казахстан  | Михайло Кукушкін      | 57       | 8      |

- Рейтинг подано станом на 21 квітня 2014.

### Інші учасники
Нижче наведено учасників, які отримали вайлдкард на участь в основній сітці:
- Томаш Бердих
- Гаштан Еліаш
- Руї Мачадо

Нижче наведено гравчинь, які пробились в основну сітку через стадію кваліфікації:
- Раду Албот
- Таро Даніель
- Даніель Хімено-Травер
- Леонардо Маєр

Учасниці, що потрапили до основної сітки як щасливий лузер:
- Роберто Карбальєс Баена

### Відмовились від участі
До початку турніру
- Пабло Андухар
- Сантьяго Хіральдо
- Бредлі Клан
- Бенуа Пер (травма коліна)
- Едуар Роже-Васслен
- Стен Вавринка

## Учасниці основної сітки в парному розряді

### Сіяні пари
| Країна  | Гравчиня           | Країна  | Гравчиня           | Рейтинг1 | Сіяна |
| ------- | ------------------ | ------- | ------------------ | -------- | ----- |
| Уругвай | Пабло Куевас       | Іспанія | Давід Марреро      | 63       | 1     |
| Польща  | Маріуш Фирстенберг | Польща  | Марцін Матковський | 66       | 2     |
| Мексика | Сантьяго Гонсалес  | США     | Скотт Ліпскі       | 76       | 3     |
| Чехія   | Франтішек Чермак   | Росія   | Михайло Єлгін      | 116      | 4     |

- Рейтинг подано станом на 21 квітня 2014.

### Інші учасниці
Нижче наведено пари, які отримали вайлдкард на участь в основній сітці:
- Гаштан Еліаш /  Жуан Соуза
- Руї Мачадо /  Фредеріко Феррейра Сілва

### Відмовились від участі
До початку турніру
- Сантьяго Хіральдо
- Марк Лопес (травма лівої ноги)

## Учасниці основної сітки в рамках жіночого турніру

### Сіяні пари
| Країна    | Гравчиня             | Рейтинг1 | Сіяна |
| --------- | -------------------- | -------- | ----- |
| Іспанія   | Карла Суарес Наварро | 16       | 1     |
| Канада    | Ежені Бушар          | 18       | 2     |
| Австралія | Саманта Стосур       | 19       | 3     |
| Італія    | Роберта Вінчі        | 20       | 4     |
| Естонія   | Кая Канепі           | 23       | 5     |
| Чехія     | Луціє Шафарова       | 26       | 6     |
| Росія     | Світлана Кузнецова   | 29       | 7     |
| Росія     | Олена Весніна        | 33       | 8     |

- Рейтинг подано станом на 21 квітня 2014.

### Інші учасниці
Нижче наведено учасниць, які отримали вайлдкард на участь в основній сітці:
- Ежені Бушар
- Унс Джабір
- Марія Жуан Келер

Нижче наведено гравчинь, які пробились в основну сітку через стадію кваліфікації:
- Тімеа Бачинскі
- Ірина-Камелія Бегу
- Алла Кудрявцева
- Крістіна Младенович

### Відмовились від участі
До початку турніру
- Сорана Кирстя --> її замінила Уршуля Радванська
- Алізе Корне (розтягнення аддуктора) --> її замінила Яніна Вікмаєр
- Даніела Гантухова --> її замінила Полона Герцог
- Клара Коукалова --> її замінила Ярослава Шведова
- Марія Кириленко --> її замінила Карін Кнапп
- Варвара Лепченко --> її замінила Моніка Пуїг
- Анастасія Павлюченкова --> її замінила Александра Каданцу
- Алісон Ріск --> її замінила Стефані Фегеле
- Франческа Ск'явоне --> її замінила Барбора Стрицова

## Учасниці основної сітки в парному розряді

### Сіяні пари
| Країна     | Гравчиня                | Країна  | Гравчиня              | Рейтинг1 | Сіяна |
| ---------- | ----------------------- | ------- | --------------------- | -------- | ----- |
| Зімбабве   | Кара Блек               | Індія   | Саня Мірза            | 11       | 1     |
| Іспанія    | Анабель Медіна Гаррігес | Іспанія | Аранча Парра Сантонха | 66       | 2     |
| США        | Лізель Губер            | США     | Ліза Реймонд          | 78       | 3     |
| Словаччина | Жанетта Гусарова        | Чехія   | Барбора Стрицова      | 81       | 4     |

- Рейтинг подано станом на 21 квітня 2014.

### Інші учасниці
Нижче наведено пари, які отримали вайлдкард на участь в основній сітці:
- Марія Жуан Келер /  Марія Тереса Торро Флор
- Лопес Катерина Євгенівна /  Барбара Луш

### Відмовились від участі
Під час турніру
- Марія Тереса Торро Флор (left harmstring injury)

## Фінальна частина

### Чоловіки. Одиночний розряд
- Карлос Берлок —  Томаш Бердих, 0–6, 7–5, 6–1

### Одиночний розряд. Жінки
- Карла Суарес Наварро —  Світлана Кузнецова, 6–4, 3–6, 6–4

### Парний розряд. Чоловіки
- Сантьяго Гонсалес /  Скотт Ліпскі —  Пабло Куевас /  Давід Марреро, 6–3, 3–6, [10–8]

### Парний розряд. Жінки
- Кара Блек /  Саня Мірза —  Ева Грдінова /  Валерія Соловйова, 6–4, 6–3